# Агиров, Аслан Хангиреевич
Аслан Хангиреевич Агиров (род. 1948) — советский, российский учёный, доктор медицинских наук, профессор.

## Биография
Аслан Агиров родился 20 мая 1948, в ауле Уляп, Красногвардейского района Адыгейской автономной области (ныне Республики Адыгея) в семье крестьянина.
- В 1974 г. окончил Ленинградский санитарно-гигиенический медицинский институт.
- С 1974 по 1979 — главный врач Теучежской районной санэпидстанции.
- С 1979 — главный врач Адыгейской областной санэпидстанции,
- В 1985 году защитил кандидатскую диссертацию по теме «Эпидемиология и пути профилактики бруцеллеза людей в очагах крупного рогатого скота в Адыгейской автономной области в связи с индустриализацией животноводства».
- с 1992 — главный государственный санитарный врач Центра государственного санитарно-эпидемиологического надзора в Республике Адыгея.
- В 1995 году защитил докторскую диссертацию по теме «Совершенствование научных основ организации и управления деятельностью государственного санитарно-эпидемиологического надзора в современных условиях». Работа выполнена в Московском ордена Трудового Красного Знамени научно-исследовательском институте гигиены им. Ф. Ф. Эрисмана под руководством академика РАЕН, академика РАМН, доктора медицинских наук, профессора А. И. Потапова.
- С 2005 года — руководитель управления Федеральной службы по надзору в сфере защиты прав потребителей и благополучия человека, главный государственный санитарный врач по Республике Адыгея.
- 4 ноября 2008 года автомобиль Toyota Camry за рулем которого находился Аслан Агиров, на местной дороге столкнулся с ВАЗ-2107 семьи Берсировых. В результате погибли все пассажиры и водитель Жигулей (четыре члена семьи, в том числе годовалый ребёнок). Аслан Агиров и ехавшая с ним в качестве пассажира сестра пострадали незначительно.[источник не указан 759 дней]
- 5 июля 2013 года назначен на должность главного врача Федерального бюджетного учреждения здравоохранения «Центр гигиены и эпидемиологии в Республике Адыгея»[1].
- Возглавлял Центр гигиены и эпидемиологии в Республике Адыгея.

### Трудовая деятельность
За 44 года работы в санэпидслужбе Адыгеи А. Х. Агиров подготовил и опубликовал около 200 научных статей, монографий, брошюр и методических пособий, создал четкую и последовательную систему подготовки и повышения квалификации и аттестации кадров, внедрил системный подход к организации деятельности, экономически и морально обосновал методы управления. При его содействии разработаны модели конечных результатов, критерии их оценки, оптимизированы функции деятельности службы, впервые стала применяться в бюджетной сфере форма оплаты труда по конечному результату.
В Центре гигиены и эпидемиологии в РА функционируют аккредитованные испытательный лабораторный центр и орган инспекции. Область аккредитации позволяет решать все задачи Республики Адыгея в этой сфере.
Был председателем межведомственной комиссии по координации деятельности органов исполнительной власти, осуществляющих контрольные и надзорные функции в Республике Адыгея.

### Научно-педагогическая деятельность
Член двух диссертационных советов.

### Общественно-политическая деятельность
c 1985 г. депутат Горсовета,
С 1992 года — депутат Верховного Совета Республики Адыгея первого созыва. Стоял у истоков создания Республики Адыгея, Председатель комитета и член Президиума Верховного Совета Республики Адыгея.
Был секретарем Политсовета Адыгейского регионального отделения партии «Единая Россия». Членом Президиума Политсовета «Единая Россия», входил в состав более 20 советов и комиссий при Президенте Республики Адыгея, в том числе Совета безопасности, антитеррористической комиссии, санитарно-противоэпидемической комиссии и других общественных советов и комиссий при Президенте Республики Адыгея.

## Награды и звания
Доктор медицинских наук, профессор, заслуженный врач Российской Федерации, врач высшей категории по специальности «Гигиена», академик и председатель регионального отделения Российской экологической академии, академик академии социальных наук, Международной Черкесской академии, почётный профессор Федерального научного центра гигиены имени Ф. Ф. Эрисмана.
- Медаль ордена «За заслуги перед Отечеством» II степени,
- Медаль «За заслуги перед отечественным здравоохранением»,
- Медаль Федора Гааза
- Медаль Жукова
- Нагрудный знак «Отличник здравоохранения»
- Нагрудный знак «Почетный работник госсанэпидслужбы России»[3]
- Почётный знак Государственного Совета-Хасэ Республики Адыгея «Закон. Долг. Честь»,
- Ведомственный нагрудный знак МЧС России «За заслуги».
- Почётная грамота Государственного Совета-Хасэ Республики Адыгея. № 180-1рп. 2008 г., г. Майкоп.

## Основные работы, монографии и публикации
Автор сборников «О санитарно-эпидемиологической обстановке в Республике Адыгея», «Роспотребнадзор: становление и развитие» и «Население Республики Адыгея в цифрах». Написал более 100 научных статей, монографий, книг и методических пособий.
1. Агиров А. Х., Яров Т. В., Стриханова Е. В. и др. Противобруцеллезные мероприятия. Методические разработки для практического руководства врачей- эпидемиологов, бактериологов и др. — Майкоп, 1982 — 51 с.
2. Агиров А. Х., Кулагин П. В. Санитарная охрана окружающей среды- залог здоровья населения //Беречь природу Адыгеи. — Майкоп, 1983 г. — С. 35-39.
3. Агиров А. Х. Опыт работы Адыгейской областной санэпидстанции по организации санитарно-эпидемиологического дела. — Майкоп, 1986 г. — 51 с.
4. Агиров А. Х., Петрова Т. М. Опыт работы санитарно-эпидемиологической службы ААО по внедрению нового хозяйственного механизма. — Майкоп, 1991 г. — 437 с.
5. Агиров А. Х. О биоэкологическом мониторинге в Республике Адыгея. Выступление на Ученом Совете ГК СЭН РФ. — М., 1994. — 10 с.
6. Агиров А. Х. и др. Заболевания псевдотуберкулезом в Республике Адыгея. — Ставрополь, 1994. — 15 с.
7. Агиров А. Х. Здоровье человека и окружающая среда в цифрах. — Майкоп, 1994. — 39 с.
8. Население Адыгеи в цифрах. (сборники за 1994, 1995, 1996—1997, 2002, 2003, 2004, 2005. / под ред. А. Х. Агирова. — Майкоп.
9. Словарь-справочник. /под редакцией доктора медицинских наук А. Х. Агирова, — Майкоп, 1995 — 91 с.
10. Афасижев Т. И., Агиров А. Х. Человек и окружающая среда — Майкоп, 1997—116 с. — (к 75-летию санэпидслужбы России).
11. Региональные проблемы развития мониторинга окружающей среды и вопросы гигиенической безопасности: Сборник научных трудов, посвященный 75-летию санэпидслужбы России /гл. редактор — академик РАМН профессор А. И. Потапов; зам. гл. редактора А. Х. Агиров — Майкоп, 1998—269 с.
12. Афасижев Т. И., Агиров А. Х. Феномен единства человека и природы — Майкоп, 2000 — 101с.
13. Шеуджен А. Х., Агиров А. Х. и др. Диетические и лечебные свойства культурных растений Северного Кавказа — Майкоп, 2002—468 с.
14. Об основах системного взаимодействия человека и окружающей среды: Сборник научных трудов — Майкоп, 2003—339 с.
15. А. Х. Агиров. О необходимости системного подхода к организации здорового образа жизни человека и общества. //Об основах системного взаимодействия человека и окружающей среды: Сб. научных трудов. — Майкоп.: «Качество», 2003. — С. 11-15.
16. А. Х. Агиров, А. К. Темботов. Состояние регулирования природопользования и эколого-гигиенической безопасности на Кавказе. //Об основах системного взаимодействия человека и окружающей среды: Сб. научных трудов. — Майкоп: «Качество», 2003. — С. 24-31
17. А. Х. Агиров, Ю. В. Жарков. Региональный межведомственный план действий по гигиене окружающей среды (РМПДГОС) Республики Адыгея на 2003—2007 гг. (проект). //Об основах системного взаимодействия человека и окружающей среды: Сб. научных трудов. — Майкоп: «Качество», 2003. — С. 51-112.
18. А. Х. Агиров. Социально-гигиенический мониторинг (СГМ) как основа системного взаимодействия всех сфер прикладного мониторинга. //Об основах системного взаимодействия человека и окружающей среды: Сб. научных трудов. — Майкоп.: «Качество», 2003. — С 142—155.
19. А. Х. Агиров, А. Д. Цикуниб. Региональная система управления качеством и безопасностью питания. //Об основах системного взаимодействия человека и окружающей среды: Сб. научных трудов. — Майкоп.: «Качество», 2003. — С. 192—195.
20. А. Х. Агиров, Т. В. Юдина, А. Д. Цикуниб. Методические аспекты неинвазивного биотестирования в развитии проблем медико-биологического мониторинга. //Об основах системного взаимодействия человека и окружающей среды: Сб. научных трудов. — Майкоп: «Качество», 2003. — С. 201—203.
21. А. Х. Агиров, Е. С. Коваленко, Р. С. Тхайшаова. Стандартизация деятельности госсанэпидслужбы в Республике Адыгея. //Об основах системного взаимодействия человека и окружающей среды: Сб. научных трудов. — Майкоп: «Качество», 2003. — С. 235—237.
22. А. Х. Агиров, А. Р. Тугуз, Н. Г. Шарипова, В. А. Бабич, Л. А. Скребнева. Нормативные параметры иммунного статуса населения Республики Адыгея. //Об основах системного взаимодействия человека и окружающей среды: Сб. научных трудов. — Майкоп.: «Качество», 2003. — С. 237—241.
23. Агиров А. Х., Конченко А. В. Радиационно-гигиеническая паспортизация медицинских учреждений, использующих источники ионизирующего излучения. //Об основах системного взаимодействия человека и окружающей среды: Сб. научных трудов. — Майкоп: «Качество», 2003. — С. 242—244.
24. Агиров А. Х., Жарков Ю. В. Концептуальные основы Регионального межведомственного плана действий по гигиене окружающей среды Республики Адыгея. //«Экология и мы»: Материалы 3 республиканской конференции по охране природы. — Майкоп, 2003.
25. Жарков Ю. В., Агиров А. Х. Основные направления творческого взаимодействия в сфере охраны окружающей среды и здоровья населения на Кавказе. //Международная научно-практич. конференция «Биосфера и человек» — Майкоп, 2003. — С. 186—189.
26. Онищенко Г. Г., Агиров А. Х., Долева Л. А. и др. Профилактика острых кишечных инфекций и вирусного гепатита А в Республике Адыгея в связи со стихийными природными бедствиями.//Журнал микробиологии, эпидемиологии и иммунологии. — 2003. — № 6. Приложение. — С. 97 — 98.
27. Агиров А. Х., Долева Л. А. Опыт работы по надзору за ВБИ в Республике Адыгея/ ЦГСЭН в РА //Эпидемиология и проф. ВБИ: сб.материалов по обмену опытом работы в субъектах РФ — М,2003 — С. 134
28. Жарков Ю. В., Агиров А. Х. Основные направления творческого взаимодействия в сфере охраны окружающей среды и здоровья населения на Кавказе. //Международная научно-практич. конференция «Биосфера и человек» — Майкоп, 2003. — С. 186—189.
29. Агиров А. Х., Тютюнджан Т. Г., Цикуниб А. Д. Безопасность и физиологическая полноценность питьевой воды централизованных систем водоснабжения Республики Адыгея. //Гигиена и санитария. — 2004. — № 2. — С. 15-17.
30. Цикуниб А. Д., Агиров А. Х., Юдина Т. В., Зацепина С. Д. Комплексная оценка эндогенной интоксикации по токсикоурии в гигиенических исследованиях. //Гигиена и санитария. — 2004. — № 2. — С. 73-75.
31. Цикуниб А. Д., Агиров А. Х. Опыт использования метода комплексной оценки эндогенной интоксикации по токсикоурии в гигиенических исследованиях //ЗниСО. — 2004. — № 8. — С. 35-38.
32. Агиров А. Х., Цикуниб А. Д. Развитие агропромышленного комплекса — основа продовольственной безопасности Республики Адыгея. //Здоровое питание населения Республики Адыгея. Материалы республиканского конгресса. — Майкоп.: Качество. — 2005. — С. 37-64.
33. Цикуниб А. Д., Агиров А. Х. О порядке организации и проведения производственного контроля за соблюдением санитарных правил на предприятиях пищевой промышленности. //Здоровое питание населения Республики Адыгея. Материалы республиканского конгресса. — Майкоп: Качество. — 2005. — С. 146—177.
34. Агиров А. Х., Цикуниб А. Д. Пищевая и биологическая ценность традиционного питания адыгов. Принципы традиционно-адаптационного питания. //Здоровое питание населения РА. Материалы республиканского конгресса — Майкоп: ООО «Качество». — 2005 — С.146-176.
35. Санэпидслужба: вчера и сегодня. /под. общ. ред. А.Х Агирова, — Майкоп, «Аякс». — 2006. — 148 с.
36. Агиров А. Х. Охрана здоровья населения: новые концептуальные подходы. //Здоровье населения России. II Всероссийская конференция, — Москва, 2006.
37. Агиров А. Х. Экологические проблемы народонаселения России. //Сб. науч. тр., посвященный 10-летию РЭА «Экология и здоровья». — Москва, 2006.
38. Агиров А. Х. К вопросу об основах системного взаимодействия человека и окружающей среды. //Сб. науч. тр., посвященный 10-летию РЭА «Экология и здоровья». — Москва, 2006.
39. Агиров А. Х., Жарков Ю. В. Актуальные направления системного решения эколого-гигиенических проблем. //Экология и мы: Материалы 3 республиканской конференции по охране природы. — Майкоп, 2004, С. 15.
40. Об основах системного взаимодействия человека и окружающей среды //Проблемы экологии горных территорий /Юбилейный сборник трудов ИЭГТ КБНЦ РАН. — г. Нальчик, 2004.
41. Окулова Н. М., Юничева Ю. В., Баскевич М. И., Рябова Т. Е., Агиров А. Х., Балакирев А. Е., Василенко Л. Е., Потапов С. Г. Видовое разнообразие, размещение и численность мелких млекопитающих южных территорий Краснодарского края и Республики Адыгея //Материалы международной конференции (4-9 сентября 2005 г.). — Москва.: Т-во научных изданий КМК. — 2005. — С. 122−130.
42. Агиров А. Х. Охрана здоровья населения: новые концептуальные подходы. //Здоровье населения России. II Всероссийская конференция. — Москва, 2006.
43. Агиров А. Х. Экологические проблемы народонаселения России. //Сб. науч. тр., посвященный 10-летию РЭА «Экология и здоровья». — Москва, 2006.
44. Агиров А. Х. К вопросу об основах системного взаимодействия человека и окружающей среды. //Сб. науч. тр., посвященный 10-летию РЭА «Экология и здоровья». — Москва, 2006.
45. Агиров А. Х. Влияние факторов окружающей среды на состояния здоровья населения. //Сб. науч. тр. «Проблемы экологии горных территорий». — Москва.: Т-во научных изданий КМК. — 2006. — С. 172—174.
46. Агиров А. Х. Экологическое состояние горных экосистем Северо-Западного Кавказа и проблемы устойчивого развития региона //Материалы межд. научно-прак. конф. «Горные экосистемы и их компоненты». — Москва.: Т-во научных изданий КМК. — 2007. — С. 12-16.
47. Агиров А. Х., Тах И. П. Об изменениях в древесном ярусе буково-пихтовых лесов на туристических маршрутах //Материалы межд. научно-прак. конф. «Горные экосистемы и их компоненты». — Москва.: Т-во научных изданий КМК. — 2007. — С. 16-20.
48. Агиров А. Х. О необходимости системного совершенствования надзорной деятельности Роспотребнадзора //Материалы X Всероссийского съезда гигиенистов и санитарных врачей. Кн. 1. (под ред. ак. РАМН проф. Г. Г. Онищенко, акад. РАМН проф. А. И. Потапова). — М, 2007. — С. 56—59.
49. Агиров А. Х., Коваленко Е. С., Долева Л. А. Региональный стандарт благополучия как одна из ключевых характеристик жизнедеятельности //Материалы X Всероссийского съезда гигиенистов и санитарных врачей. Кн. 1. (под ред. акад. РАМН проф. Г. Г. Онищенко, акад. РАМН проф. А. И. Потапова). — М, 2007. — С. 59—61.
50. Агиров А. Х., Хиштова Н. С. Изучение антиинтерцидной активности у гемолитических больных с соматическими заболеваниями ЖКТ. //Новые технологии. Вып.4. — Майкоп: Изд-во МГТУ. — 2007—124 с.
51. Агиров А. Х., Долева Л. А., Ашинова Н. А. Организация и осуществление эпидемиологического надзора за корью в Республике Адыгея //Материалы 9 съезда Всероссийского научно-практического общества эпидемиологов, микробиологов и паразитологов. Т 2 — М, 2007. — 136 с.
52. Роспотребнадзор: становление и развитие. /под общ. ред. д.м.н., проф., акад. РЭА А. Х. Агирова. — Майкоп: Изд-во ООО «Аякс». — 2006. — 114 с.
53. Цикуниб А. Д., Завгородний С. А. Селеновый статус населения Республики Адыгея: методическое пособие /рецензент д.м.н., профессор А. Х. Агиров — Майкоп, 2006- 39 с.
54. Роспотребнадзор: становление и развитие. Часть2 /под общ.ред. профессора А. Х. Агирова — Майкоп, 2008—248 с.
55. Агиров А. Х. Платные медицинские услуги и бесплатная медицинская помощь //Здравоохранение. — 2009. — № 6
56. Роспотребнадзор: становление и развитие. Ч.3 /под общ. ред. д.м.н., проф., акад. РЭА А. Х. Агирова. — Майкоп, 2009
57. Тах И. П., Агиров А. Х. Ферментативная активность различных типов лесостепного пояса в условиях Западного Кавказа //Журнал «Новые технологии» (ВАК) 2009.Вып. 4. -С. 63-67.
58. Агиров А. Х., Трифонов В. И. Организация и осуществление эпиднадзора за полиомиелитом и острыми вялыми параличами в Республике Адыгея//Эпиднадзор за полиомиелитом и острыми вялыми параличами: сборник материалов по обмену опытом работы в регионах Российской Федерации /под.ред. проф. Е. Н. Беляева, АА. Ясинского.-М.: Минздрав РФ. — 2002. — 217 с.
59. Агиров А. Х. Научно-практические основы организации санэпидслужбы в Адыгее. Предисловие проф. А. И. Потапова. — Майкоп, 1994. — 493 с.
60. Агиров А. Х., Цыганова И. В. и др. Иммуноферментный анализ (ИФА) в практике работы Центра Госсанэпиднадзора в Республике Адыгея //Наука-Адыгея. — Майкоп, 1994. — С.254-258
61. Агиров А. Х. Важнейшая санитарно-гигиеническая задача дня //Альманах «Дружба» на адыгейском языке. — 12 с.
62. Агиров А. Х., Корнев В. Г. Создание системы биоэкологического мониторинга в Республике Адыгея //Материалы первой Международной конференции. — Пермь, 1994. — С.39-42.
63. Агиров А. Х., Тугуз А. Р. Концепция охраны здоровья населения Республики Адыгея //Человек. Среда. Здоровье. — 2000. — № 1(4). — С. 8
64. Агиров А. Х. и др. Стратегия оптимизации питания населения Республики Адыгея //Человек. Среда. Здоровье. — 2000. — № 1(4). — С. 13
65. Агиров А. Х. и др. Иммунитет и здоровье детей //Человек. Среда. Здоровье. — 2000. — № 1(4). — С. 18
66. Агиров А. Х. и др. Современные технологии болезней детей и подростков //Человек. Среда. Здоровье. — 2000. — № 1(4). — С. 19
67. Агиров А. Х. и др. Развитие санэпидслужбы: направления и концепции //Человек. Среда. Здоровье. — 2002. — № 2(5). — С. 15
68. Агиров А. Х. Новая веха в становлении и развитии гигиенической науки и практики //Человек. Среда. Здоровье. — 2002. — № 2(5). — С. 8
69. Агиров А. Х. и др. Влияние психоэмоционального состояния на физиологический и иммунологический показатели работающих //Человек. Среда. Здоровье. — 2002. — № 2(5). — С. 32
70. Димидова Л., Васерин Ю., Хроменкова Е., Нагорный С., Агиров А., Труфанов Н. Оценка степени контаминации почвы яйцами токсокары на селитебных территориях Юга России //Материалы 9 съезда Всероссийского научно-практического общества эпидемиологов, микробиологов и паразитологов. Т 3 — М, 2007. — С. 263.
71. Агиров А. Х. Золотым стандартом врачевания должна стать профилактика. //Здравоохранение. — 2011. — № 4. — С. 153—160.
72. Экология и здоровье детского и подросткового населения республики Адыгея /А. Х. Агиров, Н. А. Агаджанян, Р. Ш. Ожева, С. П. Лысенко. //Медицинские науки. Фундаментальные исследования. — 2011. — № 9. — С. 196—201.
73. Агиров А. Х. Интеллектуальный кризис общества как один из факторов возникновения коррупции. //Статья отправлена в редакцию журнала «Социология власти», декабрь 2011 года.
74. Агиров А. Х. Гражданское общество — основа благополучия человека. //Статья отправлена в редакцию журнала «ЗНИСО», декабрь 2011 года.
75. Агиров А. Х. Об осуществлении мероприятий по межведомственному электронному взаимодействию при предоставлении госуслуг. Т.1. /под ред. акад. РАМН проф. Г. Г. Онищенко, акад. РАМН проф. А. И. Потапова. //Материалы XI Всероссийского съезда гигиенистов и санитарных врачей. — М.: Изд-во «Канцлер», 2012. — С. 53-56.
76. Агиров А. Х., Завгородний С. А. и др. Организация лабораторно-инструментального контроля среды обитания человека. Т.1. /под ред. акад. РАМН проф. Г. Г. Онищенко, акад. РАМН проф. А. И. Потапова. //Материалы XI Всероссийского съезда гигиенистов и санитарных врачей. — М.: Изд-во «Канцлер», 2012. — С. 292—294.
77. Агиров А. Х., Долева Л. А., Шовгенова Н. З. Результаты мониторинга за инфекциями, передающимися клещами в республике Адыгея. //Материалы Х съезда эпидемиологов, микробиологов и паразитологов. — Спб: НИИЭМ им.Пастера, 2012. — С. 114—115.
78. Агиров А.Х, Долева Л.А, Ашинова Н. А. Организация и осуществление эпиднадзора за вирусным гепатитом В. //Материалы Х съезда эпидемиологов, микробиологов и паразитологов. — Спб: НИИЭМ им. Пастера, 2012. — С. 65.

## Семья
Жена — Агирова Довлетхан Ереджибовна — врач.
Дети: Руслан и Бэла;
4 внука: Адам, Амир, Дана и Суанда.